# Chiesa di Santa Maddalena (Valle di Casies)
La chiesa di Santa Maddalena (in tedesco St. Magdalena Kirche) è la parrocchiale patronale di Santa Maddalena (St. Magdalena), frazione di Valle di Casies (Gsies) in Alto Adige. Appartiene al decanato di San Candido-Dobbiaco della diocesi di Bolzano-Bressanone e risale al XV secolo.

## Descrizione
La chiesa è un monumento sottoposto a tutela col numero 15034 nella provincia autonoma di Bolzano.